# Furde
Furde (szerbül: Фурде), falu Bosznia-Hercegovinában, Bosanska krajina területén, Kozarska Dubica községben, a Szerb Köztársaságban. 

## Fekvése
Bosznia-Hercegovina északi részén, Banja Lukától légvonalban 49, közúton 86 km-re északnyugatra, községközpontjától légvonalban 5, közúton 6 km-re délre fekvő enyhén hullámos dombvidéken, 130 - 220 méteres tengerszint feletti magasságban fekszik.

## Népessége
| Nemzetiségi csoport | Népesség 1991 | Népesség 2013 |
| ------------------- | ------------- | ------------- |
| Szerb               | 64            | 53            |
| Bosnyák             | 0             | 0             |
| Horvát              | 0             | 0             |
| Jugoszláv           | 12            | 0             |
| Egyéb               | 0             | 3             |
| Összesen            | 76            | 56            |

## Története
A település 1878-ig tartozott az Oszmán Birodalomhoz, ekkor a berlini kongresszus határozata alapján az Osztrák-Magyar Monarchia része lett. 1879-ben az első osztrák-magyar népszámlálás során a Kostajnicai járáshoz tartozó Bosanska Dubica község részeként a falunak 7 háztartása és 40 ortodox szerb lakosa volt. 1910-ben a Bosanska Dubica-i járásban fekvő községben levő faluban 18 háztartást és 121 ortodox szerb lakost találtak. A monarchia szétesésével 1918-ben előbb a Szerb-Horvát-Szlovén Királyság, majd 1929-től a Jugoszláv Királyság része. Jugoszlávia megszállása után a falu a Független Horvát Állam (NDH) része lett.
1945-től a település a szocialista Jugoszlávia része volt. A Bosznia-Hercegovinában zajló polgárháború idején a település a Boszniai Szerb Köztársaság része volt. Jugoszlávia felbomlása és a bosznia-hercegovinai háború során a falu nem szenvedett jelentősebb veszteségeket. 1995. szeptember 18-án és 19-én az Una horvát hadművelet keretében Kozarska Dubica község területét megtámadta a Horvát Köztársaság hadserege (HV). Ezt a támadást a Boszniai Szerb Köztársaság hadserege (VRS) és a helyi lakosság visszaverte. A harcok nem értek el idáig. A daytoni békeszerződést követő területfelosztásnál a település, Kozarska Dubica község részeként a Szerb Köztársaság területéhez került.